# Orsa (torpilleur)
Pour les articles homonymes, voir Orsa.
Le Orsa (fanion « OS ») était un torpilleur italien de la classe Orsa lancé en 1937 pour la Marine royale italienne (en italien : Regia Marina).

## Conception et description
La Classe Orsa était une version agrandie des torpilleurs de la classe classe Spica afin d'avoir une plus grande autonomie et de pouvoir rester plus longtemps en mer. Par rapport au Spica, ils avaient un armement anti-sous-marin double, avec 4 lanceurs de charges de profondeur contre 2 sur les Spica, par rapport auquel ils étaient moins rapides.
Ces navires avaient une longueur totale de 82,5 mètres, une largeur de 9,69 mètres et un tirant d'eau de 3,74 mètres. Ils déplaçaient 840 tonnes à charge normale, et 1 575 tonnes à pleine charge. Leur effectif était de 154 officiers, sous-officiers et marins
Les Orsa étaient propulsés par deux turbines à vapeur à engrenages, chacune entraînant un arbre d'hélice et utilisant la vapeur fournie par deux chaudières. La puissance nominale des turbines était de 16 000 chevaux-vapeur (11 800 kW) pour une vitesse de 28 nœuds (52 km/h) en service. Ils avaient une autonomie de 5 100 milles nautiques (9 450 km) à une vitesse de 12 nœuds (22 km/h).
Leur batterie principale était composée de 2 canons 100/47 OTO Model 1937. La défense antiaérienne (AA) des navires de la classe Orsa était assurée par 4 mitrailleuses anti-aériennes Breda Model 1931 de 13,2 mm. Ils étaient équipés de 4 tubes lance-torpilles de 450 millimètres (21 pouces) dans deux supports jumelés au milieu du navire. Les Orsa étaient également équipés de 4 lanceurs de charges de profondeur et d'un équipement pour le transport et la pose de 20 mines.

## Construction et mise en service
Le Orsa est construit par le chantier naval Cantiere navale di Palermo à Palerme en Italie, et mis sur cale le 15 février 1936. Il est lancé le 31 janvier 1937 et est achevé et mis en service le 30 mars 1938. Il est commissionné le même jour dans la Regia Marina.

## Histoire de service

### La Seconde Guerre mondiale
Pendant sa période initiale de service, le navire Orsa subit une reclassification : déjà en 1938, en fait, l'année de son entrée en service, le navire, initialement classé comme aviso escorte, subit une reclassification en torpilleur.
À la date de l'entrée de l'Italie dans la Seconde Guerre mondiale (10 juin 1940), le Orsa fait partie du VIe escadron de torpilleurs basé à Naples, qu'il forme avec ses navires-jumeaux (sister ships) Procione, Orione et Pegaso. La formation est ensuite nommée XIVe escadron et IVe escadron.
Étant, avec ses trois navires-jumeaux, l'un des très rares navires de la Regia Marina spécifiquement conçus pour l'escorte de convois (et pouvant passer de longues périodes en mer), le navire est fortement utilisé pendant la guerre sur les routes d'Afrique du Nord.
Le 25 juin 1940, les torpilleurs Orsa et Procione et le croiseur auxiliaire Ramb III escortent les transports de troupes Esperia et Victoria de Naples à Tripoli: c'est le premier convoi vers la Libye.
Le 2 juillet, les torpilleurs Orsa, Procione, Orione et Pegaso escortent le Esperia et le Victoria de Tripoli à Naples (aller-retour).
Le 6 juillet, le Orsa participe à l'escorte du premier grand convoi vers la Libye (opération appelée "TCM"). Il part de Naples à 19h45, le convoi est formé par les transports de troupes Esperia et Calitea (transportant respectivement 1 571 et 619 soldats) et par les cargos modernes Marco Foscarini, Francesco Barbaro - ce dernier ajouté le 7 juillet venant de Catane avec l'escorte des torpilleurs Abba et Pilo - et Vettor Pisani (dont la cargaison comprend au total 232 véhicules, 5 720 tonnes de carburant et de lubrifiants et 10 445 tonnes d'autres matériaux). Avec les quatre unités du XIVe escadron de torpilleurs, les croiseurs légers Bande Nere et Colleoni et le Xe escadron de destroyers (Maestrale, Grecale, Libeccio, Scirocco) escortent le convoi. Les navires atteignent Benghazi, leur port d'arrivée, sains et saufs le 8 juillet.
Le 19 juillet à six heures du matin, le Orsa, avec les unités de son escadron, quitte Benghazi pour escorter sur la route du retour vers Naples un convoi composé des marchands Esperia, Calitea, Marco Foscarini, Francesco Barbaro et Vettor Pisani. Le convoi arrive sain et sauf dans le port napolitain, peu après minuit le 21 juillet.
Le 27 juillet, les Orsa, Procione, Orione et Pegaso servent d'escorte à un convoi allant de Naples à Tripoli pendant l'opération "Trasporto Veloce Lento" (le convoi est composé des navires marchands Maria Eugenia, Gloriastella, Mauly, Bainsizza, Col di Lana, Francesco Barbaro et Città di Bari). Renforcées en escorte par l'arrivée des destroyers Maestrale, Grecale, Libeccio et Scirocco, les unités arrivent au port sans dommage le 1er août, évitant même une attaque du sous-marin britannique HMS Oswald (N58) (attaque effectuée le 30 juillet).
Entre 1940 et 1941, le Orsa, comme ses navires-jumeaux, subit des travaux, à la suite desquels les huit mitrailleuses de 13,2 mm, peu efficaces au combat, sont retirées et remplacées par huit canons de 20/65 mm.
Du 8 au 10 février 1941, le navire escorte, avec le destroyer Turbine et les vieux torpilleurs Missori et Cantore, le premier convoi des troupes de l'Afrika Korps (navires à vapeur Ankara, Alicante, Arcturus), qui doit s'arrêter temporairement à Palerme pour éviter de tomber sur la Force H britannique . Les navires sont également attaqués par des avions le 14, alors qu'ils reviennent de Libye, mais ne subissent aucun dommage.
Le 24 février, le torpilleur quitte Naples pour escorter vers Tripoli, avec le destroyer Vivaldi et les torpilleurs Procione et Calliope, un convoi composé des transports allemands Arcturus, Alikante, Giulia, Leverkusen et Wacthfels.
Du 1er au 3 mars, avec le Vivaldi, le Procione et le Calliope, il escorte les navires à vapeur Alicante, Arcturus, Leverkusen et Wachtfels. sur la route de retour Tripoli-Naples.
Du 2 au 5 avril, avec les destroyers Turbine et Saetta, il escorte de Naples à Tripoli un convoi composé des transports Alicante, Tembien, Maritza, Procida et Santa Fe.
Du 5 au 7 mai, avec les destroyers Fulmine et Euro et les torpilleurs Cigno, Procione, Centauro et Perseo, il escorte un convoi des vapeurs Marburg, Kybfels, Rialto, Reichenfels et Marco Polo sur la route de Tripoli à Palerme.
Le 24 mai à 4h40, il appareille de Naples en escortant, avec le destroyer Freccia et les torpilleurs Procione et Pegaso, un convoi composé des transports de troupes Conte Rosso, Marco Polo, Esperia et Victoria ; il est ensuite rejoint par l'escorte indirecte de la IIIe division de croiseurs (Trieste et Bolzano) avec les destroyers Ascari, Corazziere et Lanciere ainsi que, pendant une courte période (ils rentrent au port à 19h), par les torpilleurs Perseo, Calliope et Calatafimi. A 20h40, le sous-marin britannique HMS Upholder (P37), ayant repéré le convoi et s'en étant approché, lance deux torpilles . Ces dernières touchent le Conte Rosso, qui coule en dix minutes, entraînant avec lui 1 297 hommes. Les unités d'escorte ont récupéré les 1 432 survivants.
Le 14 juillet 1941, il escorte de Tripoli à Naples, avec les destroyers Fuciliere, Alpino et Malocello et les torpilleurs Procione et Pegaso, les transports Rialto, Andrea Gritti, Sebastiano Venier, Barbarigo et Ankara. Le sous-marin britannique HMS P33 torpille et coule le Barbarigo à la position géographique de 36° 27′ N, 11° 54′ E, étant ensuite sérieusement endommagé par la réaction de l'escorte, tandis que le reste du convoi atteint Naples le 16.
Le 13 août, il appareille de Naples pour escorter vers Tripoli, avec les destroyers Vivaldi, Malocello, Folgore, Fulmine et Strale, un convoi composé des transports Andrea Gritti, Rialto, Vettor Pisani, Francesco Barbaro et Sebastiano Venier. Ce convoi arrive sain et sauf le 15 malgré des attaques aériennes (au cours desquelles un canon du Vivaldi explose accidentellement) et sous-marines.
Du 26 au 29 août, il fait partie - avec les destroyers Euro et Oriani et les torpilleurs Pegaso (ajouté le 27 en provenance de Trapani) et Clio - de l'escorte d'un convoi formé par les vapeurs Ernesto et Aquitania, par le navire à moteur Col di Lana et par le pétrolier Pozarica, naviguant de Naples à Tripoli. Le 27, le convoi est attaqué deux fois par le sous-marin HMS Urge (N17), qui manque le Pozarica mais endommage le Aquitania, puis échappe à la réaction du Clio. Les autres navires atteignent leur destination le 29. Pendant que le convoi poursuit sa route vers sa destination (où il arrive le 29 août), le Orsa escorte le Aquitania endommagé jusqu'à Trapani.
Le 10 septembre, les torpilleurs Orsa, Procione, Pegaso et Circe (rejoints le 13 par le Perseo) et les destroyers Fulmine et Oriani quittent Naples pour escorter un convoi (les vapeurs Temben, Caffaro, Nicolò Odero, Nirvo, Giulia et Bainsizza) à destination de la Libye, qui le 12 septembre est attaqué par des avions britanniques Fairey Swordfish de la 830e escadron (830th Squadron) au nord-ouest de Tripoli. Le Caffaro coule à la position géographique de 34° 15′ N, 11° 54′ E, tandis que le Tembien et le Nicolò Odero sont endommagés. Ce dernier est achevé le lendemain à la position géographique de 32° 51′ N, 12° 18′ E par une autre attaque aérienne, après que le reste du convoi ait atteint Tripoli.
Le 3 janvier 1942, à trois heures de l'après-midi, le Orsa, dans le cadre de l'opération " M 43 ", appareille de Tarente pour escorter vers Tripoli, avec les torpilleurs Aretusa, Antares et Calliope, le navire à moteur moderne Monviso et le grand pétrolier Giulio Giordani. Le convoi arrive à destination sans encombre le 5 janvier.
Le 22 janvier, il fait partie - avec les destroyers Vivaldi, Malocello, da Noli, Aviere, Geniere et Camicia Nera et le torpilleur Castore - de l'escorte directe de l'opération "T. 18" (convoi formé par le transport de troupes Victoria - parti de Tarente - et par les cargos Ravello, Monviso, Monginevro et Vettor Pisani - partis de Messine -, avec à bord un total de 15 000 tonnes de matériel, 97 chars, 271 véhicules et 1 467 hommes). Le 23, pendant la navigation, le Victoria est immobilisé par une attaque de 3 bombardiers-torpilleurs. Le Aviere et Camicia Nera s'arrêtent pour lui porter secours, mais une seconde attaque portée par 4 avions donne le coup de grâce au navire à moteur (1 064 des 1 455 hommes à bord sont sauvés),.
Le 29 janvier, le navire à moteur que le Orsa escorte, le Napoli, tombe en panne à cause d'un arbre d'hélice cassé. Le torpilleur escorte et remorque le navire marchand, l'amenant à s'échouer sur la côte (où, cependant, il est perdu à cause du torpillage par le sous-marin HMS Umbra (P35) et d'une tempête de mer).
Le 30 janvier, le Orsa et le Calliope quittent Tripoli en escortant le navire vapeur San Giovanni Battista, qui le même jour est torpillé par des avions Fairey Swordfish du 830e escadron (830th Squadron) de la RAF, alors qu'il transite au large de Zouara. Le navire marchand reste à flot et, aidé par le destroyer da Noli (envoyé sur place le 31 janvier), il peut rentrer au port. Un des Swordfish britanniques est perdu lors de l'attaque.
Le 5 février, le torpilleur bombarde avec des grenades sous-marines un sous-marin qui a attaqué le pétrolier Rondine en route pour Tripoli.
En mars 1942, le torpilleur est mis en cale sèche à Naples et chargé d'équipements pour démagnétiser et draguer les mines magnétiques.
Le 24 juillet, le Orsa escorte de Tarente à Tobrouk le grand et moderne navire à moteur Vettor Pisani, chargé d'essence en fûts, lorsque le convoi est attaqué par 9 bombardiers-torpilleurs Bristol Beaufort. Le Orsa réussit à abattre deux des appareils, mais le Pisani et également torpillé,. Dans les flammes, le navire est échoué, ce qui permet de récupérer la partie de la cargaison qui n'a pas été détruite dans l'incendie, alors que le navire est considéré comme perdu.
Le 27 août, le torpilleur, en provenance du Pirée, poursuit un sous-marin dans le chenal de Cythère: on estime que le navire l'a coulé, mais il n'y a pas de confirmation.
Le 9 septembre 1942, le Orsa, sous le commandement du lieutenant de vaisseau (tenente di vascello) Enrico Bucci, détecte un sous-marin ennemi au sud de Milos et pendant vingt-quatre heures, il se livre à une chasse intense, compliquée par la faible profondeur des fonds marins (qui gêne le fonctionnement de l'échogoniomètre) et par les contre-manœuvres continues du sous-marin, qui parvient plusieurs fois à se dégager mais est ensuite retrouvé). À la fin de la chasse, une quantité considérable de chlore émerge de l'eau, au point d'intoxiquer certains membres de l'équipage du Orsa, et ce fait est considéré comme la preuve du naufrage du sous-marin: l'eau de mer produit du chlore en se mélangeant à l'acide sulfurique contenu dans les batteries du sous-marin coulé. Cependant, même dans ce cas, aucune perte n'est confirmée du côté britannique.
Le 12 septembre, on attribue au torpilleur le naufrage d'un autre sous-marin, toujours sans confirmation.
Le 17 octobre, le torpilleur appareille de Brindisi pour escorter, avec le torpilleur Aretusa, le navire à moteur Monginevro. Le convoi rejoint ensuite le navire à moteur Ankara, qui est escorté par les destroyers Aviere, Geniere et Camicia Nera, tandis que le lendemain l'escorte est renforcée par l'envoi d'un autre destroyer, le Alpino. Vers la fin du voyage, le convoi se sépare: tandis que les autres navires se dirigent vers Benghazi, le Alpino, le Ankara, le Orsa et le Aretusa atteignent Tobrouk, après avoir survécu indemnes à deux attaques aériennes à la torpille.
Du 28 au 30 novembre, le Orsa effectue une autre mission d'escorte, en tant que chef d'escorte, d'un convoi à destination de l'Afrique du Nord.
En 1943, le Orsa est reclassé comme torpilleur d'escorte. À la suite de nouveaux travaux, le navire est également équipé de trois canons supplémentaires de 20/70 mm.
En septembre 1943, le Orsa, sous le commandement du capitaine de corvette (capitano di corvetta) Gino Del Pin, fait partie du groupe de torpilleurs de La Spezia, auquel appartiennent également les torpilleurs Impetuoso, Libra, Pegaso, Ardimentoso et Orione.
Après l'annonce de l'armistice du 8 septembre 1943 (Armistice de Cassibile), au petit matin du 9 septembre 1943, le navire appareille de La Spezia avec le Pegaso, le Orione, le Ardimentoso et le Impetuoso, suivis, une heure plus tard, par le reste de l'escadron naval (cuirassés Italia, Vittorio Veneto et Roma, croiseurs légers Attilio Regolo, Eugenio di Savoia, Montecuccoli, destroyers Artigliere, Fuciliere, Legionario, Carabiniere, Mitragliere, Velite, Grecale, Oriani) pour se diriger vers La Maddalena,. À 8h40, les cinq torpilleurs aperçoivent l'escadron de combat (qui, à 6h15, est rejoint par les croiseurs Duca d’Aosta, Duca degli Abruzzi et Garibaldi et par le torpilleur Libra, venant de Gênes), et à 10h30, après avoir aperçu des éclaireurs allemands, ils le rejoignent, en naviguant en zigzag. Peu après midi, les torpilleurs arrivent dans les eaux de La Maddalena, mais à ce moment-là, ils reçoivent la communication que la base est occupée par les Allemands: les navires doivent donc faire demi-tour avec le reste de la flotte, qui se dirige vers le nord de l'Asinara. À 15h15 le 9 septembre, cependant, la formation est attaquée par des bombardiers allemands Dornier Do 217. Le cuirassé Italia est d'abord légèrement endommagé (par une bombe tombée près de la coque), puis, à 15h42, le cuirassé Roma est atteint par une bombe planante Fx 1400 Fritz X qui, après avoir transpercé tous les ponts, explose sous la quille en causant de graves dommages dont un trou dans la coque, des dommages à l'artillerie anti-aérienne et une salle des machines hors d'usage (avec réduction de la vitesse à 16 nœuds (29 km/h)). Dix minutes plus tard, le même navire est touché par une seconde bombe en correspondance d'un dépôt de munitions. Dévasté par une déflagration colossale, le Roma chavire et coule, se brisant en deux, en 19 minutes, emportant 1 393 hommes avec lui.
À 16h09, le Pegaso, le Impetuoso et le Orsa sont envoyés, avec les destroyers Mitragliere, Fuciliere et Carabiniere et le croiseur Attilio Regolo, au secours du navire en perdition. Le Impetuoso récupère 47 survivants, le Orsa et le Pegaso 55, le Regolo 17, les trois destroyers sauvant au total 503 hommes. Après avoir vainement cherché d'autres survivants à la surface de la mer, les trois torpilleurs se dirigent vers le nord-ouest, mais à 19 heures, ils sont attaqués par un groupe de avions de chasse et de bombardiers allemands, qui les mitraillent et les bombardent. Manœuvrant à grande vitesse et tirant avec tout leur armement anti-aérien, les trois navires, évitant de justesse plusieurs bombes, sortent presque indemnes de l'attaque à 20h30. Le Orsa abat deux avions allemands avec ses mitrailleuses, réduisant ainsi ses munitions anti-aériennes à moins de la moitié. Dans les heures qui suivent, les trois torpilleurs, isolés et sans ordres, tentent de rejoindre l'escadre italienne, sans savoir où elle se trouve, ils essaient en vain de secourir le destroyer Vivaldi, puis le Orsa, désormais à court de carburant (le torpilleur n'en a plus que pour dix heures de navigation), à 20h30 le 9 septembre, met le cap sur les Baléares (suivi, à 1h30 le 10 septembre, par le Pegaso et le Impetuoso). Le 10 septembre à 10h23, le Orsa coule entre la plage et l'îlot de Formentera, dans la baie de Pollenza.
Alors que dans la nuit du 11 au 12 septembre, le Pegaso et le Impetuoso partent se saborder, le commandant Del Pin décide de rester à quai en espérant que les autorités espagnoles lui accordent une prolongation au-delà des vingt-quatre heures autorisées pour les escales dans les ports neutres, et qu'elles lui permettent de se ravitailler en eau et en carburant. Cependant, les espagnols ordonnent d'abord au Orsa de se rendre à Palma pour se ravitailler en carburant, puis, avant de repartir, d'attendre, puis de se rendre à Port Mahon, et enfin d'attendre à nouveau. En continuant à faire fonctionner les générateurs électriques, le torpilleur consomme le peu de carburant restant, restant ainsi incapable de se déplacer. Remorqué quelques jours plus tard à Palma de Majorque, le Orsa est interné par les autorités espagnoles avec les destroyers de l'escadrille "Mitragliere" et reste dans cet état jusqu'au 15 janvier 1945, date à laquelle il peut partir pour se rendre d'abord à Alger puis à Tarente, pour revenir en Italie où il arrive le 23 janvier,.

### Service dans la Marina Militare
Après la guerre, le Orsa et son navire-jumeau Orione servent dans la nouvelle marine italienne (Marina Militare). Dans les années 1950, les deux unités sont reclassées en frégates anti-sous-marines et font l'objet d'importants travaux de modernisation (réalisés pour le Orsa entre 1954 et 1955), qui voient d'importantes modifications de la superstructure et surtout de l'armement. Les canons de 100/47 mm sont réduits à un seul, les canons de 20/65 et 20/70 mm sont enlevés et remplacés par quatre canons antiaériens de 40/60 mm, deux des quatre lanceurs de charges de profondeur sont remplacés par quatre déchargeurs de bombes, les tubes lance-torpilles sont éliminés et un lanceur anti-sous-marin "Porcospino" est également embarqué. Avec l'introduction de la classification OTAN (Organisation du traité de l'Atlantique nord) , le Orsa prend le badge optique F 558.
En 1957-1958, les deux unités cessent d'être utilisées comme unités d'escadrille et sont affectées à des tâches de remorquage de cibles. A cette fin, le canon 100/47 (situé à l'arrière) est éliminé et remplacé par un dispositif optique appelé "pollaio" (qui permet d'observer les rejets du tir contre les cibles remorquées) et une catapulte pour lancer des avions cibles radiocommandés ("B.R.C.") est placée à l'avant. Toujours à l'avant du pont, un petit rouf est construit pour abriter l'équipement de ciblage radio.
Dans ce service, le Orsa et le Orione n'ont qu'un équipage sur deux, ils sont donc employés en alternance.
Radié le 1er juillet 1964, le Orsa est envoyé en démolition.
Le nom Orsa est ensuite attribué dans la Marina Militare à une frégate de la classe Lupo en service de 1980 à 2002 et donnée à la Marina de Guerra del Perú (Marine de guerre du Pérou).

## Sources
- (it) Cet article est partiellement ou en totalité issu de l’article de Wikipédia en italien intitulé « Orsa (torpediniera) » (voir la liste des auteurs).